# Edward Bajko
Edward Bajko (ur. 1956) – polski menedżer.

## Życiorys
Jest absolwentem Wydziału Technologii Żywności Akademii Rolniczo–Technicznej w Olsztynie oraz podyplomowych studiów z zakresu zarządzania funduszami Unii Europejskiej (Wyższa Szkoła Finansów i Zarządzania w Warszawie).  
W latach od 2008 do 2022 był prezesem zarządu Spółdzielczej Mleczarni Spomlek. Jest prezesem Polskiej Izby Mleka. Należy także do Polskiej Platformy Technologicznej Żywności.

## Nagrody i wyróżnienia
- nagroda specjalna w konkursie EY Przedsiębiorca Roku (2018)
- „Zasłużony dla spółdzielczości mleczarskiej” – nagroda prezesa Krajowego Związku Spółdzielni Mleczarskich[4].
- 2002 Srebrny Krzyż Zasługi za zasługi w działalności na rzecz rozwoju rynku ubezpieczeniowego w Polsce[5].